# Ђорђе Милићевић (политичар)
Ђорђе Милићевић (Ваљево, 29. септембар 1978) српски је политичар. На функцији је министра без портфеља од 2022. Као члан Социјалистичке партије Србије, био је и вршилац дужности министра просвете након оставке Бранка Ружића са позиције.
Био је посланик у Народној скупштини Србије од 2008. до 2022. године. Милићевић је био шеф посланичке групе странке и потпредседник Скупштине од 2015. до 2022. године.

## Рани живот и приватна каријера
Милићевић је рођен у Ваљеву, тада у саставу Социјалистичке Републике Србије у Социјалистичкој Федеративној Републици Југославији. Дипломирао је економију, био је новинар неколико публикација и играо је фудбал за више клубова.

## Политичка каријера

### Локална политика
Милићевић се придружио СПС-у 1996. године и тада води партијску организацију у Ваљеву од 2002. године. У интервјуу из 2011. рекао је да се придружио партији „у време када је било тешко бити социјалиста“; додао је да се политички активирао како би учествовао у „борби за економски просперитетно и културно развијено друштво у коме ће људи имати једнаке шансе у животу“. Четири пута је биран у Скупштину града Ваљева, на локалним изборима 2004, 2008, 2012. и 2016. године, а 2004. године био је потпредседник Скупштине општине.

### Парламентарац
Милићевић је заузео 131. место на изборној листи СПС-а на парламентарним изборима у Србији 2000. и 148. место на парламентарним изборима 2003. Ниједном приликом није био у посланичкој делегацији странке. (Од 2000. до 2011. посланички мандати у Србији су се додељивали странкама или коалицијама спонзорима, а не појединачним кандидатима, а уобичајена је пракса да се мандати додељују по бројчаном реду. Листе СПС-а 2000. и 2003. биле су углавном по азбучном реду; Милићевић је могао добити мандат упркос својој релативно ниској позицији, иако у овом случају није добио.)
У главни одбор СПС-а изабран је 2007. године и поново је уврштен на њену изборну листу за парламентарне изборе у Србији 2008. Листа је освојила двадесет мандата, а он је овом приликом изабран у скупштинску делегацију странке. Странка се након избора придружила коалиционој влади коју је предводила ДС, а Милићевић је био део њене парламентарне већине. За то време постао је званични портпарол странке.
У фебруару 2009. Међународни кривични суд за бившу Југославију осудио је пет водећих личности из режима бившег југословенског председника Слободана Милошевића за ратне злочине над косовским Албанцима током НАТО бомбардовања Југославије 1999. године. Милићевић је узвратио речима да је то неправедна пресуда. Говорио је како су осуђени они који су бранили своју земљу и свој народ од агресије. Он је додао да очекује да ће пресуде бити поништене у жалбеном поступку. Касније исте године, он је прокоментарисао да би било могуће да Србија уђе у Европску унију и без придруживања НАТО-у. Он је такође артикулисао став своје странке да је Косово и Метохија саставни део Србије и додао да питање Косова треба решавати дипломатским путем, на основу Резолуције Савета безбедности УН 1244. На то је додао да је то за Србију једини прихватљив начин политика владе коју спроводи, а то је одбрана њеног националног интегритета и територијалног суверенитета и Европској Унији.
Изборни систем Србије реформисан је 2011. године, тако да су посланички мандати додељени по бројном редоследу кандидатима на успешним листама. Милићевић је добио тридесет и прву позицију на изборној листи СПС-а за парламентарне изборе 2012. године и изабран је када је странка освојила четрдесет четири мандата. СПС је након избора ушла у нову коалициону владу коју је предводила СНС, а Милићевић је постао заменик шефа групе СПС у скупштини. Он је у фебруару 2013. одбацио сугестије о тензијама између СПС и СНС, рекавши да су странке јединствене око кључних питања.
Милићевић је на парламентарним изборима 2014. освојио тридесет осмо место на изборној листи СПС-а и поново је изабран када је листа поново освојила четрдесет четири мандата. Изабран је за шефа групе СПС у скупштини у септембру 2015. Милићевић је унапређен на осамнаесту позицију на листи странке за парламентарне изборе 2016. и враћен је на четврти мандат када је листа освојила двадесет девет мандата. Иако је задржао своју улогу вође групе социјалиста, именован је и за заменика председника скупштине. Социјалисти су остали део српске коалиционе владе све ово време.
Милићевић је тренутно члан скупштинског одбора за одбрану и унутрашње послове; члан комисије за административна, буџетска, мандатна и имунитетна питања; члан комисије за права детета; заменик члана одбора за финансије, државну потрошњу и контролу јавне потрошње; и члан посланичких група пријатељства са Белорусијом, Кином, Немачком, Мађарском, Русијом и Сједињеним Америчким Државама. Претходно је служио као делегат у Парламентарној скупштини Савета Европе од 2012. до 2014. године и као заменик члана сталне делегације у Парламентарној димензији Централноевропске иницијативе од 2014. до 2016.